# Wahlkreis Mitte 2
Der Wahlkreis Mitte 2 ist ein Abgeordnetenhauswahlkreis in Berlin. Er gehört zum Wahlkreisverband Mitte und umfasst den südlichen Teil des Ortsteils Mitte mit dem Scheunenviertel, der Museumsinsel und den Gebieten um Unter den Linden, Friedrichstraße, Leipziger Straße und Alexanderplatz.

## Abgeordnetenhauswahl 2023
Bei der Wahl zum Abgeordnetenhaus von Berlin 2023 traten folgende Kandidaten an:
| Name                              | Partei           | Anteil der Erststimmen | Anteil der Zweitstimmen |
| --------------------------------- | ---------------- | ---------------------- | ----------------------- |
| Lucas Schaal                      | CDU              | 24,9 %                 | 24,2 %                  |
| Max Landero                       | SPD              | 21,5 %                 | 17,6 %                  |
| Stefan Lehmkühler                 | Grüne            | 20,0 %                 | 19,5 %                  |
| Imke Elliesen-Kliefoth            | Die Linke        | 16,7 %                 | 17,6 %                  |
| Jürgen Mickley                    | AfD              | 06,8 %                 | 07,1 %                  |
| Michael Bahles                    | FDP              | 05,2 %                 | 06,2 %                  |
| Karin Wiecha                      | Tierschutzpartei | 02,0 %                 | 01,6 %                  |
| Ulrike Jothe                      | Die PARTEI       | 01,9 %                 | 01,3 %                  |
| Karin Zacharias-Langhans          | dieBasis         | 00,7 %                 | 00,5 %                  |
| Karl-Heinz Witte                  | Einzelbewerber   | 00,3 %                 | 0–                      |
| –                                 | Volt             | –                      | 01,3 %                  |
| –                                 | Sonstige         | –                      | 03,1 %                  |
| Wahlberechtigte: 32.640 Einwohner |                  |                        |                         |
| Wahlbeteiligung: 64,5 %           |                  |                        |                         |

## Abgeordnetenhauswahl 2021
Bei der im Nachhinein für ungültig erklärten Wahl zum Abgeordnetenhaus von Berlin 2021 traten folgende Kandidaten an:
| Name                              | Partei           | Anteil der Erststimmen | Anteil der Zweitstimmen |
| --------------------------------- | ---------------- | ---------------------- | ----------------------- |
| Max Landero                       | SPD              | 21,9 %                 | 19,7 %                  |
| Stefan Lehmkühler                 | Grüne            | 20,7 %                 | 19,6 %                  |
| Imke Elliesen-Kliefoth            | Die Linke        | 20,3 %                 | 20,7 %                  |
| Lucas Schaal                      | CDU              | 16,4 %                 | 14,6 %                  |
| Michael Bahles                    | FDP              | 08,2 %                 | 08,8 %                  |
| Jürgen Mickley                    | AfD              | 06,0 %                 | 06,0 %                  |
| Ulrike Jothe                      | Die PARTEI       | 02,4 %                 | 01,8 %                  |
| Karin Wiecha                      | Tierschutzpartei | 02,3 %                 | 01,5 %                  |
| Karin Zacharias-Langhans          | dieBasis         | 01,4 %                 | 01,1 %                  |
| Karl-Heinz Witte                  | Einzelbewerber   | 00,5 %                 | 0–                      |
| –                                 | Volt             | –                      | 01,6 %                  |
| –                                 | Sonstige         | –                      | 04,6 %                  |
| Wahlberechtigte: 32.756 Einwohner |                  |                        |                         |
| Wahlbeteiligung: 78,5 %           |                  |                        |                         |

## Abgeordnetenhauswahl 2016
Bei der Wahl zum Abgeordnetenhaus von Berlin 2016 traten folgende Kandidaten an:
| Name                              | Partei           | Anteil der Erststimmen | Anteil der Zweitstimmen |
| --------------------------------- | ---------------- | ---------------------- | ----------------------- |
| Carola Bluhm                      | Die Linke        | 27,9 %                 | 26,4 %                  |
| Jan Stöß                          | SPD              | 23,9 %                 | 19,0 %                  |
| Sandra Cegla                      | CDU              | 14,0 %                 | 13,5 %                  |
| Silke Gebel                       | Grüne            | 13,6 %                 | 14,3 %                  |
| Jürgen Mickley                    | AfD              | 12,0 %                 | 12,3 %                  |
| Bastian Roet                      | FDP              | 05,6 %                 | 06,7 %                  |
| Wolfram Prieß                     | Piraten          | 02,0 %                 | 01,6 %                  |
| Dagmar Villbrandt                 | ProD             | 00,6 %                 | 00,3 %                  |
| Jennifer Schmitz                  | Die Violetten    | 00,5 %                 | 00,2 %                  |
| –                                 | Die PARTEI       | 0–                     | 02,0 %                  |
| –                                 | Tierschutzpartei | 0–                     | 01,1 %                  |
| –                                 | Sonstige         | 0–                     | 02,6 %                  |
| Wahlberechtigte: 32.219 Einwohner |                  |                        |                         |
| Wahlbeteiligung: 68,2 %           |                  |                        |                         |

## Abgeordnetenhauswahl 2011
Bei der Wahl zum Abgeordnetenhaus von Berlin 2011 traten folgende Kandidaten an:
| Name                              | Partei           | Anteil der Erststimmen | Anteil der Zweitstimmen |
| --------------------------------- | ---------------- | ---------------------- | ----------------------- |
| Carola Bluhm                      | Die Linke        | 31,2 %                 | 27,3 %                  |
| Stefan Draeger                    | SPD              | 30,6 %                 | 28,4 %                  |
| Dominique Vollmar                 | CDU              | 15,6 %                 | 14,7 %                  |
| Silke Gebel                       | Grüne            | 15,5 %                 | 14,1 %                  |
| Jonathan Ullwer                   | Die PARTEI       | 02,4 %                 | 00,8 %                  |
| Oskar Karelle                     | Pro Deutschland  | 02,3 %                 | 00,8 %                  |
| Henner Schmidt                    | FDP              | 01,7 %                 | 01,7 %                  |
| Toni Kästner                      | BüSo             | 00,5 %                 | 00,1 %                  |
| –                                 | Piraten          | –                      | 07,5 %                  |
| –                                 | NPD              | 0–                     | 01,4 %                  |
| –                                 | Tierschutzpartei | –                      | 01,0 %                  |
| –                                 | Die Freiheit     | –                      | 01,0 %                  |
| –                                 | Sonstige         | –                      | 01,2 %                  |
| Wahlberechtigte: 31.141 Einwohner |                  |                        |                         |
| Wahlbeteiligung: 63,4 %           |                  |                        |                         |

## Abgeordnetenhauswahl 2006
Bei der Wahl zum Abgeordnetenhaus von Berlin 2006 traten folgende Kandidaten an:
| Name                              | Partei                 | Anteil der Erststimmen |
| --------------------------------- | ---------------------- | ---------------------- |
| Carola Bluhm                      | Die Linke              | 34,8 %                 |
| Thomas Isenberg                   | SPD                    | 31,0 %                 |
| Claudia Hilse                     | CDU                    | 13,4 %                 |
| Reiner Felsberg                   | Grüne                  | 09,4 %                 |
| Henner Schmidt                    | FDP                    | 05,0 %                 |
| Siemen Dallmann                   | WASG                   | 03,3 %                 |
| Bert Rutkowsky                    | Tierschutzpartei       | 01,9 %                 |
| Jacek Kwasnik                     | BüSo                   | 00,6 %                 |
| Johannes Heinrichs                | Humanwirtschaftspartei | 00,6 %                 |
| Wahlberechtigte: 31.850 Einwohner |                        |                        |
| Wahlbeteiligung: 60,7 %           |                        |                        |

## Bisherige Abgeordnete
Direkt gewählte Abgeordnete des Wahlkreises Mitte 2:
| Jahr | Name                              | Partei    | Anteil der Erststimmen |
| ---- | --------------------------------- | --------- | ---------------------- |
| 2023 | Lucas Schaal                      | CDU       | 22,1 %                 |
| 2021 | Max Landero                       | SPD       | 22,1 %                 |
| 2016 | Carola Bluhm                      | Die Linke | 27,9 %                 |
| 2011 | Carola Bluhm                      | Die Linke | 31,2 %                 |
| 2006 | Carola Bluhm                      | Die Linke | 32,1 %                 |
| 2001 | Carola Bluhm (als Carola Freundl) | PDS       | 52,3 %                 |
| 1999 | Carola Bluhm (als Carola Freundl) | PDS       | 53,2 %                 |
| 1995 | Carola Bluhm (als Carola Freundl) | PDS       | 49,3 %                 |